# Tuiassi
Tuiassi (en rus: Туясы) és un poble del krai de Perm, a Rússia, que en el cens del 2010 tenia 171 habitants. Hi ha tres carrers.